# Средние десантные корабли проекта 572
Средние десантные корабли проекта 572 «Бурея» — серия советских средних десантных кораблей Советского ВМФ.
Относятся к кораблям 3-го ранга.
Предназначен для высадки десанта на необорудованном побережье. Способен транспортировать различные виды бронетехники, включая танки. До 1963 года классифицировались как танкодесантные корабли.

## Конструкция
ГЭУ состоит из двух дизелей 8ДР суммарной мощностью 1600 л. с., обеспечивающих скорость полного хода в 12,2 узла. Стандартное водоизмещение достигало 1400 тонн, а полное — 1915 тонн. Дальность плавания составляла 2000 миль. Автономность плавания — 15 суток (с десантом — 2 суток). Для высадки десанта в носовой части корабля имелись двустворчатые ворота, а также опускаемая сходня. 

### Вооружение
Артиллерийское вооружение включало две 57-мм артустановки ЗИФ-31Б и две 25 мм АУ 2М-3М. Личный состав десанта размещался в специальных помещениях под танковой палубой.

## Десантные возможности
Средние десантные корабли проекта 572 были способны перевозить за 1 рейс 4 тяжёлых танка или пять средних танков, выгрузка которых на необорудованный берег осуществлялась по сходне через носовые ворота. Для морской пехоты имелись специальные кубрики в трюме под танковой палубой. Корабль мог брать вместо техники 225 человек с полной экипировкой.

## Состав серии
Серия из семи кораблей была построена в посёлке Октябрьское Николаевской области в 1957—1959 годах, из них для ВМФ СССР было построено только 3 корабля («Иргиз», «Бира» и «Вологда»), остальные были построены для Министерства Морского флота.
| Наименование | Бортовой № | Изготовитель | Заводской № | Дата закладки | Спуск на воду | Ввод в строй | Флот                        | Состояние                       | Примечание                                                                 |
| ------------ | ---------- | ------------ | ----------- | ------------- | ------------- | ------------ | --------------------------- | ------------------------------- | -------------------------------------------------------------------------- |
| «Иргиз»      |            | ССЗ № 872    | № 01        | 13.03.1957    |               | 31.05.1958   | Черноморский флот ВМФ СССР  |                                 |                                                                            |
| «Хопёр»      |            | ССЗ № 872    | № 02        | 20.11.1957    |               | 30.09.1958   | Северный флот ВМФ СССР      | В 2008 году потоплен как мишень | Переоборудован в морской транспорт вооружений для транспортировки БР Р-21. |
| «Илеть»      |            | ССЗ № 872    | № 03        | 12.03.1958    |               | 26.12.1958   | Черноморский флот ВМФ СССР  |                                 | Переоборудовано в ОС-15 в 1959—1960. 1 х 1 ПУ ПКР П-35 с СУ «Бином»        |
| «Вологда»    |            | ССЗ № 872    | № 04        | 8.05.1958     |               | 31.12.1958   | Тихоокеанский флот ВМФ СССР | Списан 1.09.1995                |                                                                            |
| «Аракс»      | 490        | ССЗ № 872    | № 05        | 15.06.1958    |               | 30.06.1959   | Балтийский флот ВМФ СССР    | Списан 30.06.1993               | Затем СДК-5 1400/2000 т                                                    |
| «Бурея»      |            | ССЗ № 872    | № 06        | 4.11.1958     |               | 30.09.1959   | Тихоокеанский флот ВМФ СССР | Затонул 5.12.1995               | Переоборудован в морской транспорт вооружений для транспортировки БР Р-21. |
| «Бира»       |            | ССЗ № 872    | № 07        | 20.11.1958    |               | 28.12.1959   | Черноморский флот ВМФ СССР  |                                 |                                                                            |

Всё по